# Амиртей II
Амиртей II (Аменирдис) — фараон Древнего Египта, правивший приблизительно в 405—399 годах до н. э., единственный представитель XXVIII династии, освободивший Египет от персидской оккупации.
Амиртей был, по-видимому, внуком того Амиртея I, который за полвека до этого вместе с Инаром руководил восстанием в Египте.

## Правление
Как известно из древнегреческих источников, Амиртей, бывший номархом V (Саисского) септа (нома) Нижнего Египта, выдворил персидские войска из Египта и восстановил независимость (около 405/4). В первые годы после мятежа его власть ограничивалась Нижним Египтом, будучи царем вместе с Артаксерксом II. Реальную власть над всем Египтом Амиртей получил в 401 г. до н. э. после захвата Верхнего Египта, включая Элефантину. Артаксеркс II попытался подавить восстание, отправив против египтян армию под командованием сатрапа Сирии Аброкома. Однако в это же время в Анатолии восстал брат персидского царя, Кир Младший, и сирийские подразделения были брошены против этого мятежника, что позволило Амиртею даже вторгнуться на территорию Палестины.
О деятельности Амиртея известно лишь из произведений античных авторов. До нас не дошло ни одного египетского памятника со времени Амиртея. Только в одном, последнем по времени иудейско-арамейском документе из Элефантины упоминается 5-й год Амиртея (вероятно 400). Согласно античным авторам в 400 году до н. э. Тамос, египтянин из Мемфиса, который при Кире Младшем был заместителем наместника Ионии (некоторые античные авторы называют его гипархом этой области) после его гибели бежал вместе с сыновьями, флотом и казной к Амиртею (которого Диодор почему-то называет Псамметихом) в Египет, чтобы просить у него убежища. Однако Амиртей велел казнить всех беглецов и захватил их имущество, но в следующем году он сам лишился престола, его сверг и возможно даже убил его военачальник Неферит.
В одном арамейском письме от 1 октября 399 года до н. э. сообщается важная политическая весть о свержении Амиртея и приходе к власти нового правителя. Демотическая хроника сообщает о нём следующее: «Первым правителем, который выступил после чужеземцев-мидийцев, был фараон Амиртей… Его сын не наследовал ему».
По Манефону (в пересказе Секста Африкана и Евсевия Кесарийского) Амиртей был единственным царём XXVIII династии и правил 6 лет.

## Имя
ỉmn-ỉr-dỉ-s<w>